# Буковлє (Зрече)
Буковлє (словен. Bukovlje) — поселення в общині Зрече, Савинський регіон, Словенія. 
Висота над рівнем моря: 490,8 м.